# بريدجيت جونز نيلسون
بريدجيت جونز نيلسون (بالإنجليزية: Bridget Jones Nelson)‏ هي كاتبة سيناريو وممثلة أمريكية، ولدت في 24 سبتمبر 1964 في سوك رابيدز في الولايات المتحدة.

## وصلات خارجية
- بريدجيت جونز نيلسون على موقع IMDb (الإنجليزية)
- بريدجيت جونز نيلسون على موقع ميوزك برينز (الإنجليزية)
- بريدجيت جونز نيلسون على موقع قاعدة بيانات الفيلم (الإنجليزية)